# Aggregata leandri
Aggregata leandri is een soort in de taxonomische indeling van de Myzozoa, een stam van microscopische parasitaire dieren. Het organisme komt uit het geslacht Aggregata en behoort tot de familie Aggregatidae. Aggregata leandri werd in 1950 ontdekt door Pixell-Goodrich.